# Sept-Sorts
Sept-Sorts är en kommun i departementet Seine-et-Marne i regionen Île-de-France i norra Frankrike. Kommunen ligger i kantonen La Ferté-sous-Jouarre som tillhör arrondissementet Meaux. År 2022 hade Sept-Sorts 597 invånare.

## Befolkningsutveckling
Antalet invånare i kommunen Sept-Sorts
| Referens: INSEE |